# U-2517
| U-2517 | U-2517 | U-2517 |
| --- | --- | --- |
| U 2517 | | |
| | | |
| Схематичне зображення підводного човна типу XXI | | |
| Верф | Blohm + Voss, Гамбург | Blohm + Voss, Гамбург |
| Під прапором | Третій Рейх | Третій Рейх |
| Належність | Крігсмаріне | Крігсмаріне |
| Порт приписки | Гамбург | Гамбург |
| Замовлення | 6 листопада 1943 | 6 листопада 1943 |
| Закладений | 8 серпня 1944 | 8 серпня 1944 |
| Спуск на воду | 4 жовтня 1944 | 4 жовтня 1944 |
| Введений до складу флоту | 31 жовтня 1944 | 31 жовтня 1944 |
| На службі | 1944—1945 | 1944—1945 |
| Загибель | 5 травня 1945 року затоплений поблизу Гельтінга | 5 травня 1945 року затоплений поблизу Гельтінга |
| Сучасний статус | розібраний на брухт | розібраний на брухт |
| Бойовий досвід | Друга світова війна | Друга світова війна |
| Проєкт | | |
| Тип ПЧ | океанський дизель-електричний торпедний («електричний човен») | океанський дизель-електричний торпедний («електричний човен») |
| Основні характеристики | | |
| Швидкість (надводна) | 15,6 вузлів (28,9 км/год) | 15,6 вузлів (28,9 км/год) |
| Швидкість (підводна) | 17,2 вузлів (31,9 км/год) 6,1 вузол (11,3 км/год) (режим підкрадування) | 17,2 вузлів (31,9 км/год) 6,1 вузол (11,3 км/год) (режим підкрадування) |
| Робоча глибина занурення | 240 м | 240 м |
| Гранична глибина занурення | 280 м | 280 м |
| Дальність плавання | 63 милі (117 км) км на швидкості 4 вузли (7,4 км/год) (у підводному положенні) 13 850 морських миль (25 650 км на швидкості 10 вузлів (19 км/год) (у надводному положенні) | 63 милі (117 км) км на швидкості 4 вузли (7,4 км/год) (у підводному положенні) 13 850 морських миль (25 650 км на швидкості 10 вузлів (19 км/год) (у надводному положенні) |
| Екіпаж | 57 офіцерів та матросів | 57 офіцерів та матросів |
| Розміри | | |
| Довжина найбільша (по КВЛ) | 76,7 м | 76,7 м |
| Ширина корпусу найб. | 8 м | 8 м |
| Середня осадка (по КВЛ) | 6,32 м | 6,32 м |
| Водотоннажність надводна | 1621 т | 1621 т |
| Водотоннажність підводна | 1819 т | 1819 т |
| Силова установка | | |
| Дизель-електрична: 2 дизельні двигуни; 2 дизельних двигуни з нагнітачем MAN M6V40/46KBB, 2 електродвигуни SSW GU365/30; 2 електродвигуни SSW GU365/30 + 2 × SSW GV232/28 | | |
| Гвинти | 2 | 2 |
| Потужність | 3 900 к.с. (дизелі) 4900 к.с. + 223 к.с. (електродвигуни) | 3 900 к.с. (дизелі) 4900 к.с. + 223 к.с. (електродвигуни) |
| Озброєння | | |
| Торпедно- мінне озброєння | 4 носових і 2 кормових ТА; 23 торпеди або 12 мін TMC | 4 носових і 2 кормових ТА; 23 торпеди або 12 мін TMC |
| ППО | 1 × 37-мм зенітна гармата SKC/30 2 (1 × 2) × 20-мм зенітні гармати FlaK 30                                                                                                 | 1 × 37-мм зенітна гармата SKC/30 2 (1 × 2) × 20-мм зенітні гармати FlaK 30                                                                                                 |
| Електроніка | FuG 200 Hohentwiel FuMB Ant 3 Bali | FuG 200 Hohentwiel FuMB Ant 3 Bali |

U-2517 — німецький великий океанський підводний човен типу XXI, що входив до складу Військово-морських сил Третього Рейху за часів Другої світової війни. Закладений 8 серпня 1944 року на верфі Blohm + Voss у Гамбурзі під будівельним номером 2517. Спущений на воду 4 жовтня 1944 року, а 31 жовтня 1944 року корабель увійшов до складу ВМС нацистської Німеччини. Єдиним командиром човна був оберлейтенант-цур-зее резерву Герман Гансен.

## Історія служби
U-2517 належав до серії німецьких підводних човнів типу XXI, океанських дизель-електричних підводних човнів, так званих «електричних човнів» (нім. Electroboot), призначених діяти на морських комунікаціях противника на далеких відстанях у відкритому океані. Човнів цього типу було випущено 118 одиниць, утім лише одиниці надійшли на озброєння нацистського флоту.
Службу розпочав у складі 31-ї навчальної флотилії. Не здійснив жодного бойового походу, не потопив та не пошкодив жодного судна. 5 травня 1945 року затоплений поблизу Гельтінга в рамках операції «Регенбоген». Пізніше затонулий корабель підняли й розібрали на брухт.